# Calliopsis nebraskensis
Calliopsis nebraskensis là một loài Hymenoptera trong họ Andrenidae. Loài này được Crawford mô tả khoa học năm 1902.

## Hình ảnh

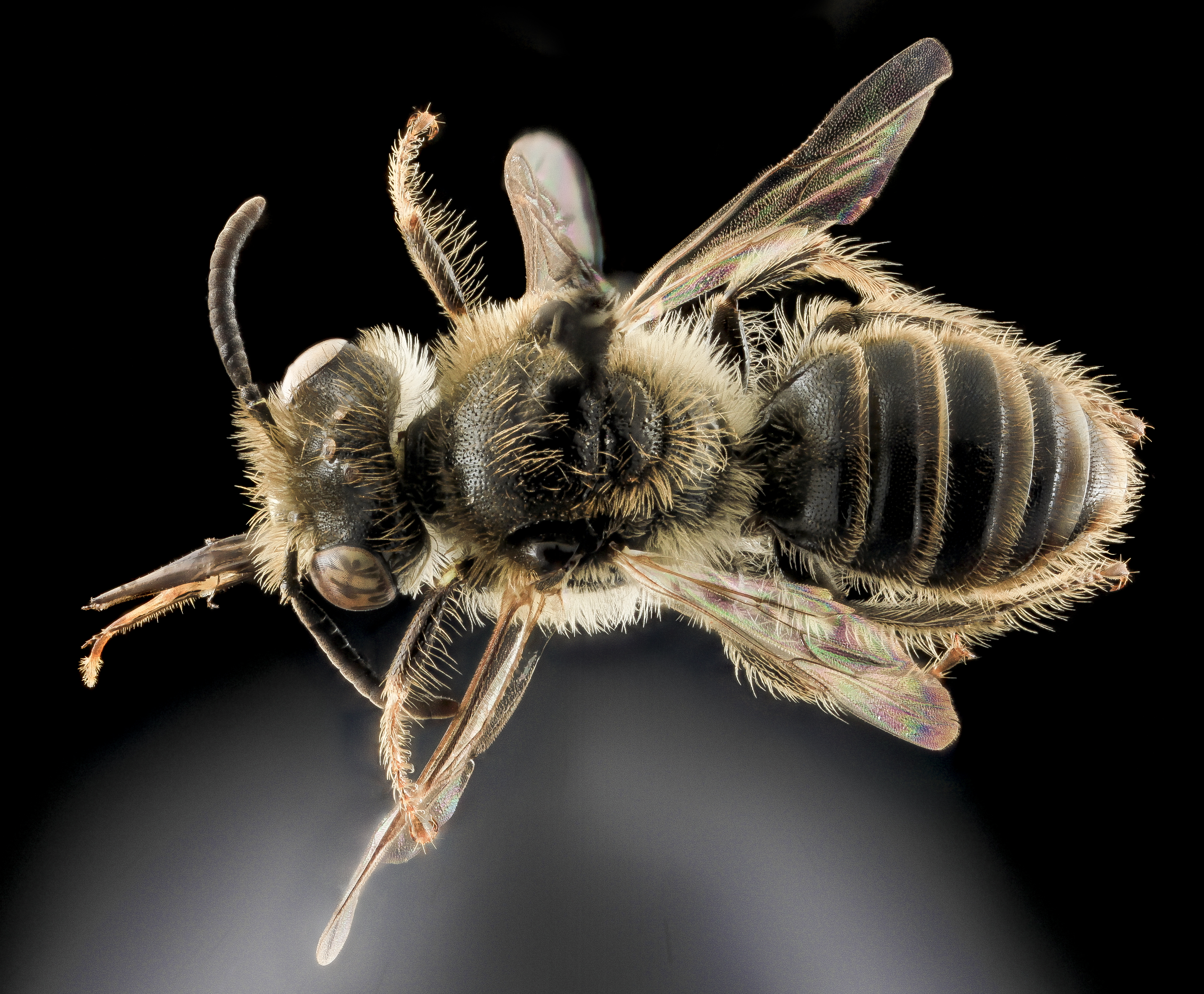
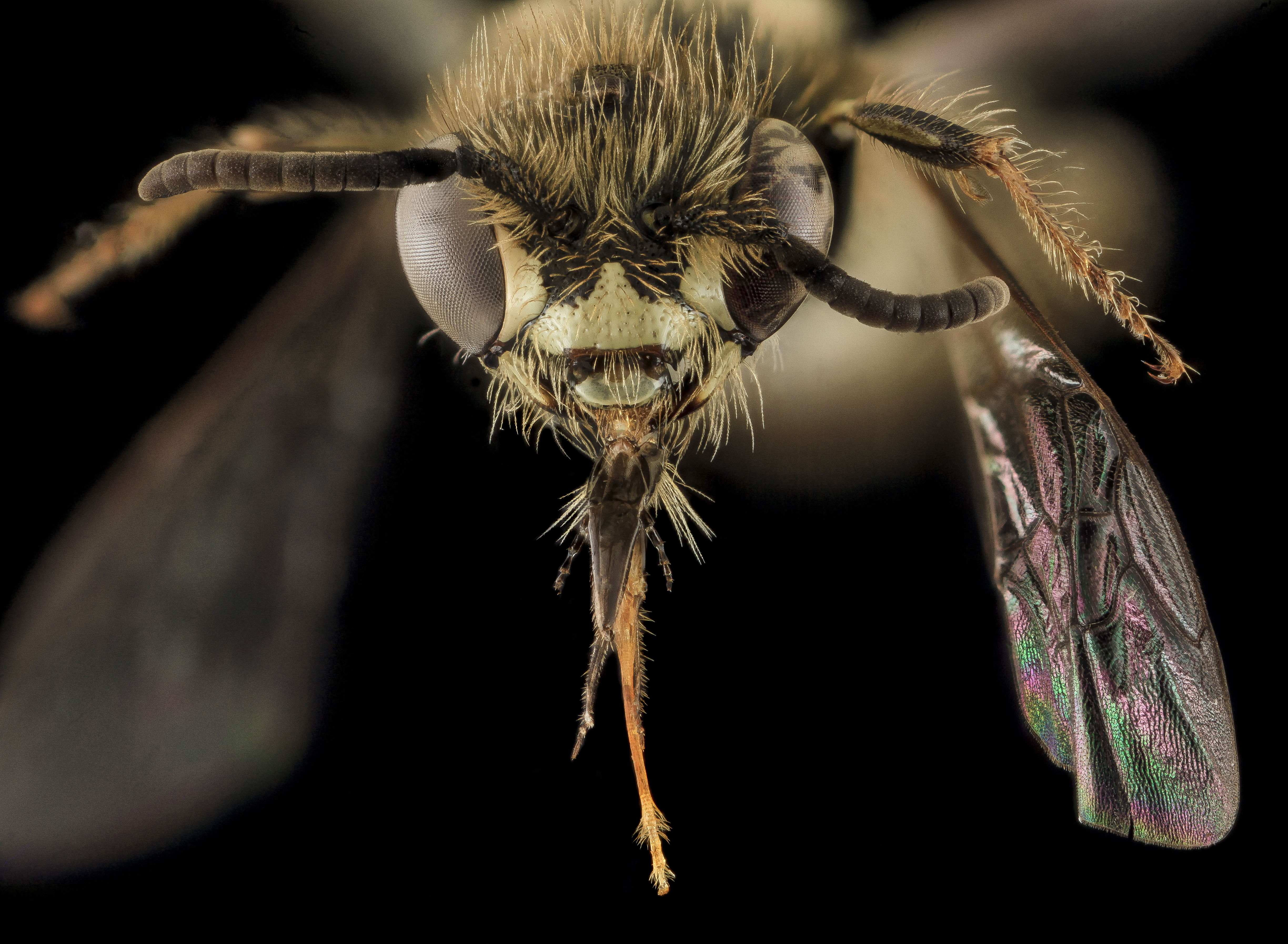